# Hard Luck Woman
Hard Luck Woman è un brano musicale del gruppo hard rock statunitense Kiss, pubblicato nel 1976 all'interno dell'album Rock and Roll Over.

## Il brano
Hard Luck Woman è stato composto da Paul Stanley per Rod Stewart. Tuttavia il cantante scozzese si dimostrò poco interessato a cantare questa canzone, e alla fine i Kiss decisero di registrarla per conto loro.
Il singolo della canzone (cantata dal batterista Peter Criss), pubblicato nell'agosto del 1976, ripeté parzialmente il successo del singolo precedente (Beth), raggiungendo la quindicesima posizione nella Hot 100 statunitense e in Canada.
Del brano sono state pubblicate altre due versioni: la prima è una versione live all'interno dell'album Alive II, la seconda invece è una cover presente all'interno del tribute album Kiss My Ass: Classic Kiss Regrooved, cantata dal cantante country Garth Brooks.

## Tracce
- Lato A: Hard Luck Woman
- Lato B: Mr. Speed

## Formazione
- Gene Simmons - basso
- Paul Stanley - chitarra acustica, voce secondaria
- Peter Criss - batteria, voce principale
- Ace Frehley - chitarra acustica